# Moema (distrito de São Paulo)
Moema es un distrito ubicado en la zona centro-sur de la ciudad de Sao Paulo, Brasil. Administrativamente pertenece a la subprefectura de Vila Mariana.
Antiguamente llamada Indianópolis, experimentó un gran crecimiento inmobiliario en los años 70 y, aún hoy, sigue atrayendo inversiones inmobiliarias, siendo considerada una región de clase alta de la ciudad. Moema lidera el ranking del índice de desarrollo humano en el municipio de São Paulo (0,961), según datos del año 2000, y tiene la segunda renta media mensual por hogar más alta de la ciudad por delante de Vila Mariana y superada sólo por Morumbi.
En el distrito se encuentra el Parque Ibirapuera, uno de los mayores de la ciudad y considerado una de las postales más representativas de São Paulo, inaugurado en 1954. Así como los barrios de Indianópolis, Jardim Lusitânia, parte del barrio de Paraíso y Vila Nova Conceição, que actualmente tiene el metro cuadrado más caro de la ciudad. En el distrito vecino, Campo Belo, se encuentra el Aeropuerto de Congonhas, el más transitado de Brasil.

## Topónimo
El topónimo "Moema" es una referencia al personaje posiblemente ficticio del poema Caramuru, de Santa Rita Durão, un clásico de la literatura arcádica brasileña escrito en 1781. El nombre del personaje, a su vez, corresponde al antiguo tupi mo'ema, que significa "mentira" (en el poema, Moema era la amante rechazada por el personaje principal, Diogo Álvares, representando así el amor falso, a diferencia del amor verdadero, representado por la esposa de Diogo, Catarina Paraguaçu).

## Distritos limítrofes
- Jardim Paulista (norte)
- Vila Mariana y Saúde (este)
- Campo Belo (sur)
- Itaim Bibi (oeste)